# 와타나베 시치에몬
와타나베 시치에몬(일본어: 渡辺七右衛門, 생년 미상 ~ 1592년)은 센고쿠 시대부터 아즈치모모야마 시대까지의 무장이다.
1592년에 와키자카 야스하루의 부장으로 임진왜란에 종군해 와키자카 사효에와 함께 600여 명의 병력을 거느리고 용인 부근의 북두문산과 문소산의 소규모 보루에 주둔해 죽산과 한양 간의 통로를 차단했으며, 이 때 사효에와 함께 조선군이 백광언을 앞세워 진격해 20명을 살해하고 일본군 북두문산의 병력은 문소산으로 퇴각해 방어 태세를 강화하고 한양에 있는 와키자카의 본대에 구원을 요청했다. 7월 8일에는 야스하루 휘하에서 한산도 대첩에 참전했다가 전사했다. 영화《한산: 용의 출현》에서는 배우 박재민이 연기했다.

## 인명 표기
관청 이름 파생에 따라 중세 일본 남자의 이름에 자주 쓰인 衛門과 ·兵衛 右衛門은 주로 [~에몬]으로 발음하고 左衛門은 주로 [~사에몬/자에몬]으로 발음한다. 그냥 右衛門일 땐 [우에몬]이라고 한다. 이와 같이 와키자카기(脇坂記)의 한글 번역에서, 김시덕 교수가 번역한 결과에 따라 결정된 것이다. 하지만 시치에몬(七右衛門)이란 표기는 별개로 적용한다.